# Bistum Budweis
Das Bistum Budweis (tschech.: Biskupství českobudějovické bzw. Diecéze českobudějovická; lat.: Dioecesis Budovicensis) ist eine Suffragandiözese des römisch-katholischen Erzbistums Prag in Tschechien mit Sitz in Budweis.

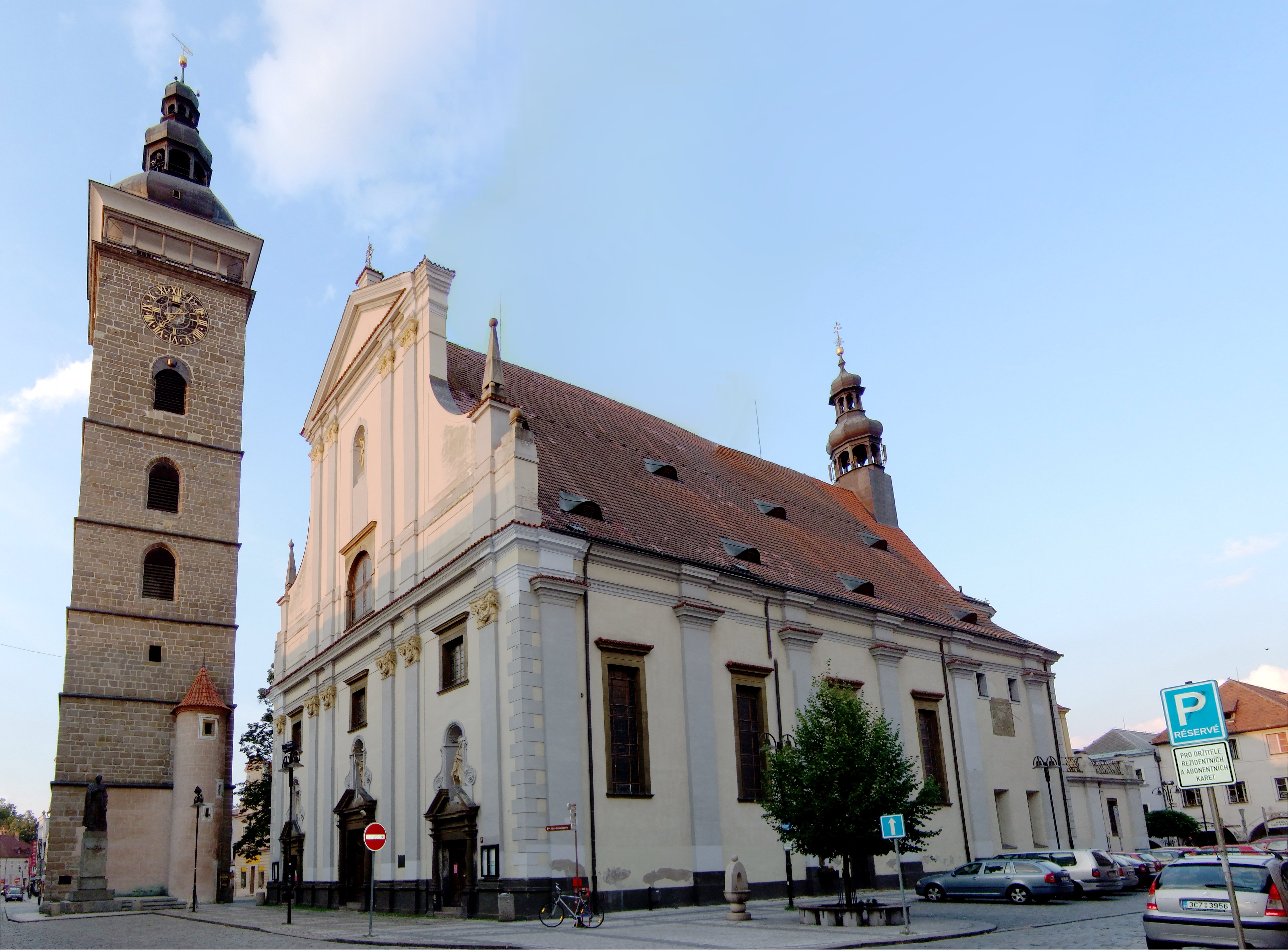
Kathedrale St. Nikolaus in Budweis

## Geschichte

### Vorgeschichte
Im Rahmen der von Maria Theresia in ihrer Eigenschaft als Königin von Böhmen betriebenen Diözesanregulierung bemühte sich deren Sohn Joseph II. um die Errichtung eines Bistums Budweis durch Ausgliederung Südböhmens aus dem großen Erzbistum Prag. Mit dieser Maßnahme sollte vor allem die Seelsorge in dem zum Teil gebirgigen Diözesangebiet verbessert werden. Mit Rücksicht auf den greisen Prager Erzbischof Anton Peter Příchovský von Příchovice wurde 1783 der Olmützer Kanoniker Johann Prokop von Schaffgotsch zum Prager Weihbischof und gleichzeitig zum Generalvikar mit Sitz in Budweis ernannt. Schließlich entschied sich Joseph II. jedoch zu einer sofortigen Bistumsgründung, die er, nach Verhandlungen über die Ausstattung, schon am 20. Dezember 1784 bei Papst Pius VI. beantragte. Gleichzeitig erbat er die päpstliche Bestätigung für den bisherigen Generalvikar Johann Prokop von Schaffgotsch zum ersten Bischof von Budweis.

### Gründung
Nachdem Erzbischof Příchovský von Příchovice Ende 1784 auf den südböhmischen Teil seiner Diözese verzichtet hatte, erfolgte am 27. September 1785 die Gründung der Diözese Budweis durch den Heiligen Stuhl mit der Bulle Cunctis ubique. Gleichzeitig wurde der vom Kaiser vorgeschlagene Generalvikar Johann Prokop von Schaffgotsch als erster Diözesanbischof päpstlich bestätigt. Das Nominationsrecht für den Bischof und für die Domherren behielt sich der Landesherr vor.
Das Bistumsgebiet umfasste zunächst die Bezirke Budweis, Tabor, Prachatitz und Klattau. Es bestand  bei seiner Gründung aus 144 Seelsorgestellen, die Bischof Schaffgotsch in fünf Archipresbyterate und dreißig Vikariate aufteilte. Von den 570.000 Katholiken waren rund ein Viertel deutschsprachig. Sie wohnten überwiegend in den Randgebieten zu Bayern und Österreich und in der Stadt Budweis.
Zur Kathedrale wurde die bisherige Stadtpfarrkirche St. Nikolaus bestimmt. Als Residenz des Bischofs und des Domkapitels diente das Gebäude des ehemaligen Piaristenklosters. Das Domkapitel wurde mit drei Dignitäten, vier Kanonikaten und vier Vikariaten ausgestattet.
Die finanzielle und ökonomische Ausstattung des Bistums wurde weitgehend aus dem im Rahmen der Josephinischen Reformen gegründeten Religionsfonds bestritten, der aus dem Vermögen der aufgelösten Klöster gebildet worden war. Da das Bistum über keine Realdotation verfügte, gehörte es zu den ökonomisch schwächsten Diözesen in Böhmen und Mähren.

### 19. Jahrhundert
Das bereits 1786 gegründete Priesterhaus wurde 1803 zu einem Priesterseminar mit einer Theologischen Hochschule erweitert. 1808 wurden die bayerischen Orte Eisenstein und Grafenried, die bis dahin zum Bistum Regensburg gehörten, dem Bistum Budweis zugeschlagen. Wegen der Napoleonischen Kriege konnte Bischof Schaffgotsch seine Diözese erst 1811–1812 visitieren. Nach dem Visitationsbericht an Kaiser Franz I. umfasste das Bistum zu dieser Zeit 298 Pfarreien, 17 Lokalien, 12 Pfarradministraturen, 17 Residenzialkaplaneien und 17 Klöster.

### 20. Jahrhundert
Das Bistumsgeschehen war im 20. Jahrhundert wesentlich geprägt von den beiden Weltkriegen und den damit zusammenhängenden wirtschaftlichen und humanitären Nöten sowie der kommunistischen Herrschaft von 1948 bis 1989. 
Als Folge des Münchner Abkommens wurde 1938 das Sudetenland von der Tschechoslowakei abgespalten. Die überwiegend von Deutschen bewohnten Gebietsteile der Diözese wurden zunächst durch ein bischöfliches Kommissariat in Hohenfurth verwaltet. Mit Wirkung vom 1. Januar 1940 wurden diese Gebiete aufgeteilt und jeweils ein Teil den jenseits der Grenze liegenden deutschsprachigen Bistümern Linz, St. Pölten, Passau und Regensburg zugewiesen. Deren Diözesanbischöfe fungierten als Administratoren für die von Budweis abgespaltenen Gebietsteile.
Nach dem Tod des Bischofs Šimon Bárta 1940 blieb der Budweiser Bischofsstuhl unbesetzt, da die deutsche Besatzungsmacht den vom Vatikan ernannten Prager Weihbischof Antonín Eltschkner nicht akzeptierte und forderte, einen deutschstämmigen Bischof einzusetzen. Da der Vatikan der Forderung nicht nachkam, wurde das Bistum bis 1947 durch den Generalvikar verwaltet. Antonín Eltschkner konnte das Bischofsamt nicht antreten, wurde jedoch kirchlicherseits bewusst bei bischöflichen Handlungen in den bei Budweis verbliebenen Gebietsteilen eingesetzt. 1946 wurde die Diözese in ihren alten Grenzen wiedererrichtet und die Sedisvakanz mit der Berufung des Bischofs Josef Hlouch 1947 beendet.
Auch während der Zeit der kommunistischen Herrschaft konnten sich das Bistum und das religiöse Leben nicht entfalten. Die wirtschaftlichen Strukturen des Bistums wurden weitgehend zerstört und die nicht regimetreuen Priester und Gläubigen politisch verfolgt. Nach dem Tod des Bischofs Hlouch blieb das Bischofsamt bis 1990 unbesetzt, da die kommunistischen Machthaber der damaligen Tschechoslowakei eine Neueinsetzung verhinderten. 
Nach der politischen Wende ernannte Papst Johannes Paul II. 1990 Miloslav Vlk zum Budweiser Bischof. Das nach 1948 beschlagnahmte Kirchengut wurde durch die Tschechische Republik zum großen Teil den früheren kirchlichen Institutionen zurückgegeben. Da sich die Kirchengebäude und Klöster weitgehend in einem schlechten baulichen Zustand befanden, fehlen dem Bistum die finanziellen Mittel für deren Renovierung und Unterhalt. Zahlreiche Kirchen wurden mit Spenden der ehemaligen deutschen Bewohner wiedererrichtet bzw. renoviert. Miloslav Vlk wurde 1991 zum Prager Erzbischof ernannt. Ihm folgte Antonín Liška nach, der bis 2002 das Bistum führte.
1993 mussten 89 Pfarreien mit etwa 155.000 Einwohnern an das neu gegründete Bistum Pilsen abgetreten werden. Es waren die Vikariate Taus sowie Gebietsteile der Vikariate Klattau und Nepomuk.

### Gegenwart
Im Jahre 2002 trat Bischof Antonín Liška zurück. Ihm folgte am 25. September 2002 der Kapuziner Jiří Paďour auf dem Bischofsstuhl nach. Am 19. März 2015 wurde Vlastimil Kročil zum neuen Bischof ernannt.
Das Bistum besteht aus zehn Vikariaten mit 354 Pfarreien auf einer Gebietsfläche von 12.500 Quadratkilometern. Von den 760.000 Bistumsbewohnern sind etwa 290.000 katholisch. Das entspricht einem Katholiken-Anteil von 38 Prozent. Im Jahre 2007 beschloss die Diözesanverwaltung, etwa ein Drittel der Pfarrhäuser zu verkaufen, da die Mittel für deren Instandhaltung fehlen.

## Einzelnachweis
1. ↑  Vikariáty (Memento des Originals vom 18. Juli 2017 im Internet Archive)  Info: Der Archivlink wurde automatisch eingesetzt und noch nicht geprüft. Bitte prüfe Original- und Archivlink gemäß Anleitung und entferne dann diesen Hinweis.. bcb.cz, abgerufen am 24. Januar 2018.